# Gelatina de hakuto
Gelatina de hakuto é uma sobremesa típica do Japão, feita a partir do suco dos pêssegos hakuto da prefeitura de Okuyama. A região é conhecida por produzir frutos de alta qualidade, e os pêssegos brancos (hakuto) são comuns na região.

## Ingredientes e preparação
O hakuto é um tipo de pêssego de carne esbranquiçada e suculenta e sabor doce, disponível em diversas variedades. Como a época dos pêssegos é entre os meses de junho e setembro, verão no hemisfério norte, a gelatina de hakuto só costuma estar disponível durante a estação.
A sobremesa exige apenas suco de pêssegos brancos frescos, água, açúcar e pectina ou gelatina. Existem versões que usam água mineral ou de nascente para a preparação da gelatina de hakuto. Algumas receitas adicionam suco de limão, vinho branco e xaropes, como grenadina. É possível também utilizar pêssegos em calda.
A gelatina é geralmente servida em formato de semicírculo, com uma suave coloração rosa no topo, de forma que lembre a aparência dos frutos; a textura é bastante suave e homogênea, similar à dos pêssegos, e o sabor é adocicado e levemente floral.